# سرا ۱۹۶۲۹
سیارک ۱۹۶۲۹ (به انگلیسی: 19629 Serra، نامگذاری:1999RV31) نوزده هزار و ششصد و بیست و نهمین سیارک کشف شده‌است که در ۸ سپتامبر ۱۹۹۹ کشف شد.
قدر مطلق سیارک برابر ۱۴٫۱ است.